# Бууцагаан
Бууцагаан — сомон аймака Баянхонгор в Южной Монголии, территория 5,7 тыс. кв.км, население 4,8 тыс. чел. Центр - поселок Буянт в 174 км от г. Баянхонгора и в 790 км от г. Улан-Батора. Горы Холбоогийн-Айраг (2501 м), Хайрхан (2410 м), Засмалын-Тээг (2362 м). Течёт река Байдраг-Гол (более 100 км). Климат резко континентальный. Средняя температура января -20 градусов, июля +18 градусов, ежегодная норма осадков 150 мм. Запасы железной руды, поваренной соли. Водятся волки, косули, корсаки, джейраны, лисы, дикие кошки-манулы. Школа, больница, торгово-культурные центры.